# Rai 2
Rai 2 és la segona cadena de televisió de la Radiotelevisione Italiana (Rai) (juntament amb Rai 1, Rai 3, Rai 4 i Rai 5). Es va fundar el 4 de novembre de 1961 com Secondo Programma (Segon programa) i, el 1975, va passar a dir-se Rete 2. El 1982 passa a la seua denominació actual, Rai Due.
juvanile 14 30 font Rai

## Història
La Rai 2 va començar les seues emissions amb la sèrie Portobello en 1961 i amb l'arribada de la televisió privada en els 80 el canal comença a ser un canal amb una funció més comercial que Rai 1.
Amb el procés de lottizzazione d'atorgar canals públics segons corrents polítics per a garantir la seua pluralitat, Rai Due va passar a tenir una influència socialdemòcrata. En els anys 90 es canvia la situació quan es diversifiquen els canals de la Rai, i Rai Due passa a ser un canal enfocat a un públic més jove que el de Rai 1, i més comercial que el de Rai 3. A mitjans dels noranta el canal comença a introduir una barreja de programes informatius, telesèries, alguns programes satírics i entreteniment.
Actualment Rai Due emet la majoria de sèries nord-americanes que posseeix la Rai i reality shows, a més de sèries d'èxit en la ficció italiana com Incantesimo. També és la que emet la majoria de la programació infantil.
El canal ha començat un procés de transició de l'analògic al digital, apagant de manera progressiva la seua emissió analògica en punts concrets del país (com Vall d'Aosta o Sardenya) que conclourà amb l'única possibilitat del TDT per a veure eixe canal. Rai Due serà la primera de les 3 cadenes de la Rai a dur a terme l'apagada.